# Паротія перська
Паротія перська, залізне дерево перське (Parrotia persica) — вид квіткових рослин родини чарівногоріхових (Hamamelidaceae). Інші назви — «перське залізне дерево», «амбур», «деміраґач» (азерб. dəmirağac). Вид належить до реліктів третинного періоду. Названий на честь німецького лікаря і ботаніка Йоганна Паррота.

## Поширення
Зростає в реліктових широколистяних лісах Азербайджану (Талиш) і північній частині Ірану (південне узбережжя Каспійського моря) на низовинах і в горах (до 700 м над рівнем моря, іноді вище), по берегах річок, струмків, в ущелинах на сильно зволожених, рідше — на сухих кам'янистих ґрунтах.

### В Україні
В Україні використовується як декоративне дерево в паркових ландшафтах, для влаштування зелених стін і огорож. Витримує зниження температури до -25 °С (в дуже суворі зими іноді підмерзають кінчики молодих пагонів), тому її можна зустріти в Києві, Донецьку, Одесі, Дніпрі, Кам'янець-Подільському, Сімферополі.

## Опис
Це листопадне дерево висотою 15-20 (до 25) м, діаметр стовбура 40-50 (до 90) см з великим несиметричним широкоовальним листям, яке восени набуває рожево-оранжевого забарвлення. На тлі світло-сірої кори, що відшаровується, яскраві листя особливо декоративні.
А ось цвітіння у паротії протікає скромно. У квітні, до розпускання листя, майже зливаючись з кольором кори, в невеликих пазушних суцвіттях розкриваються дрібні безпелюсткові квітки з довгими тичинками буро-малинового кольору. Плоди дозрівають восени. Овальні дерев'яні коробочки з шумом розтріскуються, «стріляють», розкидаючи далеко навколо блискучі бурі насінини з 2-ма світлими цятками.
Це повільноросла, вологолюбна порода, яка воліє до заболоченого ґрунту. Росте повільно, живе до 200 років.
Володіє дуже цікавою особливістю: гілки, стикаючись один з одним або з гілками інших порід можуть зростатися; гілки, вигнуті різко вниз, досягаючи землі, проростають і дають вже самостійні нові пагони, утворюючи непрохідні хащі.

## Використання
Вид має дуже щільну, міцну, важку деревину. Тому перси давно дереву придумали ім'я «зламай сокиру» або «залізне дерево». Розповідають, що в колишні часи повсталі горяни використовували кілки з «залізного дерева» проти зброї шахських військ — шабель з дамаської сталі.
З деревини паротії робили човники для ткацьких верстатів, цвяхи для меблів і підводних споруд, використовували для отримання висококалорійного деревного вугілля (по калорійності вугілля паротії в 7 разів перевищує знамените березове).